# Taoniscus nanus
El tinamú enano o inambú enano (Taoniscus nanus) es una pequeña ave tinamiforme con cola y alas cortas. Mide aproximadamente 16 cm de largo; es de color marrón-grisáceo, con un tono pálido a la altura de la garganta.

## Hábitat
Su hábitat natural son los matorrales y pastizales del Cerrado, que es una región central y sudeste en Brasil, dentro de la cual se ubican Distrito Federal de Brasil, Goiás, Minas Gerais, Mato Grosso del Sur y el Estado de São Paulo.
También es posible encontrar ejemplares en Paraguay (en Misiones), y en Argentina (en el Río Bermejo y las provincias de Chaco y Formosa), pero todos los registros recientes son solamente de Brasil.

## Alimentación
La alimentación del tinamú enano consiste mayormente en semillas de césped, termitas y otros insectos y artrópodos.